# Finales de la NBA de 1982
Las Finales de la NBA de 1982 fueron las series definitivas de los playoffs de 1982 y suponían la conclusión de la temporada 1981-82 de la NBA, con victoria de Los Angeles Lakers, campeón de la Conferencia Oeste, sobre Philadelphia 76ers, campeón de la Conferencia Este. Cuatro jugadores de las Finales fueron posteriormente elegidos para el Basketball Hall of Fame, Kareem Abdul-Jabbar, Magic Johnson y Bob McAdoo por parte de los Lakers, y Julius Erving por los 76ers. 

## Resumen
| Partido | Fecha      | Equipo local | Resultado | Equipo visitante |
| ------- | ---------- | ------------ | --------- | ---------------- |
| 1       | 27 de mayo | Philadelphia | 117-124   | Los Angeles      |
| 2       | 30 de mayo | Philadelphia | 110-94    | Los Angeles      |
| 3       | 1 de junio | Los Angeles  | 129-108   | Philadelphia     |
| 4       | 3 de junio | Los Angeles  | 111-101   | Philadelphia     |
| 5       | 6 de junio | Philadelphia | 135-102   | Los Angeles      |
| 6       | 8 de junio | Los Angeles  | 114-104   | Philadelphia     |

Lakers ganan las series 4-2

### Partido 1
| 27 de mayo                         | Los Angeles Lakers                                                    | 124–117                               | Philadelphia 76ers                                                       | |  |  |
| 9:05 p. m. EDT                     | Parciales: 30–32, 20–29, 41–28, 33–28                                 | Parciales: 30–32, 20–29, 41–28, 33–28 | Parciales: 30–32, 20–29, 41–28, 33–28                                    | |  |  |
|                                    | Estadísticas Nixon, Wilkes 24 cada uno Magic Johnson 14 Norm Nixon 10 | Pts Reb Asts                          | Estadísticas Julius Erving 27 Caldwell Jones 11 Cheeks, Toney 9 cada uno | Pabellón: The Spectrum, Filadelfia, Pensilvania Asistencia: 18,364 espectadores Árbitros: - N.º 11 Jake O'Donnell - N.º 25 Hugh Evans Televisión: CBS |  |  |
| Los Angeles lidera las series, 1–0 |                                                                       |                                       |                                                                          | |  |  |
|                                    |                                                                       |                                       |                                                                          | |  |  |

Tras eliminar a los Celtics, los 76ers comenzaron fuerte en el primer partido de las Finales y mantuvieron una diferencia de 15 puntos respecto a los Lakers a mediados del tercer cuarto. Haciendo énfasis en la defensa, los Lakers lograron un parcial de 40-9 en los siguientes 11 minutos. Finalmente, los californianos se alzaron con la victoria por 124-117, con lo que robaban la ventaja de campo a los 76ers. 

### Partido 2
| 30 de mayo            | Los Angeles Lakers                                                 | 94–110                                | Philadelphia 76ers                                             | |  |  |
| 3:35 p. m. EDT        | Parciales: 26–34, 21–23, 29–31, 18–22                              | Parciales: 26–34, 21–23, 29–31, 18–22 | Parciales: 26–34, 21–23, 29–31, 18–22                          | |  |  |
|                       | Estadísticas Kareem Abdul-Jabbar 23 Magic Johnson 11 Norm Nixon 10 | Pts Reb Asts                          | Estadísticas Julius Erving 24 Julius Erving 14 Andrew Toney 11 | Pabellón: The Spectrum, Filadelfia, Pensilvania Asistencia: 18,364 espectadores Árbitros: - N.º 10 Darell Garretson - N.º 12 Earl Strom Televisión: CBS |  |  |
| Series empatadas, 1–1 |                                                                    |                                       |                                                                | |  |  |
|                       |                                                                    |                                       |                                                                | |  |  |

En el segundo encuentro, el entrenador de los Lakers Pat Riley optó por un planteamiento defensivo diferente, asignando a Magic Johnson como defensor de Julius Erving. Erving anotó 24 puntos y recogió 16 rebotes, la mayor parte de ellos defensivos. Billy Cunningham utilizó a todos sus pívots, Caldwell Jones, Darryl Dawkins y Earl Cureton, en diferentes puntos ante Kareem Abdul-Jabbar. Los Sixers consiguieron 38 rebotes ofensivos, mientras que los Lakers solo se hicieron con seis.
Los Sixers lograron el triunfo por 110-94 e igualaron la serie. Maurice Cheeks aportó 19 puntos y 8 asistencias, Jones 12 puntos y 11 rebotes, y Bobby Jones y Clint Richardson 10 puntos cada uno.

### Partido 3
| 1 de junio                         | Philadelphia 76ers                                              | 108–129                               | Los Angeles Lakers                                         | |  |  |
| 6:05 p. m. PDT                     | Parciales: 20–32, 28–28, 22–31, 38–38                           | Parciales: 20–32, 28–28, 22–31, 38–38 | Parciales: 20–32, 28–28, 22–31, 38–38                      | |  |  |
|                                    | Estadísticas Andrew Toney 36 Darryl Dawkins 13 Maurice Cheeks 9 | Pts Reb Asts                          | Estadísticas Norm Nixon 29 Magic Johnson 9 Magic Johnson 8 | Pabellón: The Forum, Inglewood, California Asistencia: 17,505 espectadores Árbitros: - N.º 4 Ed Rush - N.º 16 Wally Rooney Televisión: CBS |  |  |
| Los Angeles lidera las series, 2–1 |                                                                 |                                       |                                                            | |  |  |
|                                    |                                                                 |                                       |                                                            | |  |  |

De vuelta al The Forum, los Lakers dominaron por completo el tercer partido. Norm Nixon anotó 29 puntos y los californianos vencieron por 129-108. Andrew Toney anotó 36 y Julius Erving 21.

### Partido 4
| 3 de junio                         | Philadelphia 76ers                                      | 101–111                               | Los Angeles Lakers                                                                      | |  |  |
| 6:05 p. m. PDT                     | Parciales: 18–29, 24–28, 30–30, 29–24                   | Parciales: 18–29, 24–28, 30–30, 29–24 | Parciales: 18–29, 24–28, 30–30, 29–24                                                   | |  |  |
|                                    | Estadísticas Andrew Toney 28 B. Jones 9 Andrew Toney 11 | Pts Reb Asts                          | Estadísticas Johnson, Wilkes 24 cada uno Abdul-Jabbar, Rambis 11 cada uno Norm Nixon 14 | Pabellón: The Forum, Inglewood, California Asistencia: 17,505 espectadores Árbitros: - N.º 14 Jack Madden - N.º 22 Paul Mihalak Televisión: CBS |  |  |
| Los Angeles lidera las series, 3–1 |                                                         |                                       |                                                                                         | |  |  |
|                                    |                                                         |                                       |                                                                                         | |  |  |

Los Lakers controlaron el tempo en el cuarto encuentro y sumaron una victoria más, poniendo cuesta arriba la serie para los 76ers. Jamaal Wilkes y Magic Johnson sumaron 24 puntos cada uno, mientras que Abdul-Jabbar añadió 22 y Bob McAdoo 19 desde el banquillo. Kurt Rambis ayudó con 11 rebotes.

### Partido 5
| 6 de junio                         | Los Angeles Lakers                                        | 102–135                               | Philadelphia 76ers                                                     | |  |  |
| 3:35 p. m. EDT                     | Parciales: 20–20, 34–34, 27–37, 21–44                     | Parciales: 20–20, 34–34, 27–37, 21–44 | Parciales: 20–20, 34–34, 27–37, 21–44                                  | |  |  |
|                                    | Estadísticas Bob McAdoo 23 Magic Johnson 10 Norm Nixon 13 | Pts Reb Asts                          | Estadísticas Andrew Toney 31 Julius Erving 12 Toney, Cheeks 8 cada uno | Pabellón: The Spectrum, Filadelfia, Pensilvania Asistencia: 18,364 espectadores Árbitros: - N.º 11 Jake O'Donnell - N.º 4 Ed Rush Televisión: CBS |  |  |
| Los Angeles lidera las series, 3–2 |                                                           |                                       |                                                                        | |  |  |
|                                    |                                                           |                                       |                                                                        | |  |  |

En Philadelphia, los Sixers destrozaron a los Lakers por 135-102. Kareem Abdul-Jabbar anotó unos pobres 6 puntos, gracias al espíritu defensivo de Darryl Dawkins, quien contribuyó con 20 puntos y 9 rebotes.

### Partido 6
| 8 de junio                       | Philadelphia 76ers                                        | 104–114                               | Los Angeles Lakers                                              | |  |  |
| 6:05 p. m. PDT                   | Parciales: 26–30, 31–36, 22–20, 25–28                     | Parciales: 26–30, 31–36, 22–20, 25–28 | Parciales: 26–30, 31–36, 22–20, 25–28                           | |  |  |
|                                  | Estadísticas Julius Erving 30 C. Jones 9 Maurice Cheeks 9 | Pts Reb Asts                          | Estadísticas Jamaal Wilkes 27 Magic Johnson 13 Magic Johnson 13 | Pabellón: The Forum, Inglewood, California Asistencia: 17,505 espectadores Árbitros: - N.º 10 Darell Garretson - N.º 14 Jack Madden Televisión: CBS |  |  |
| Los Angeles gana las series, 4–2 |                                                           |                                       |                                                                 | |  |  |
|                                  |                                                           |                                       |                                                                 | |  |  |

Los 76ers llegaban fuertes tras la fácil victoria anterior, pero los Lakers se marcharon al descanso arriba en el marcador por 66-57. En el tercer período, los 76ers aumentaron el nivel defensivo, reduciendo una ventaja de 20 puntos y colocándose a un punto de los angelinos. Bob McAdoo, más conocido por sus capacidades ofensivas, realizó una jugada defensiva clave a finales del tercer cuarto al taponar una bandeja de Julius Erving que habría puesto a los 76ers por delante. 
Los Lakers aumentaron su ventaja en el último cuarto a 11 puntos. Andrew Toney, autor de 30 puntos, y Erving, con 29, recortaron la ventaja a 103-100 a falta de cuatro minutos para el final. Kareem Abdul-Jabbar consiguió una canasta y un tiro libre para poner a los Lakers seis puntos por delante. Momentos después, Wilkes decidió con una canasta y cerró el marcador y el campeonato para Los Angeles, por 114-104. 
Jamaal Wilkes lideró a los Lakers con 27 puntos, y Magic Johnson, con 13 puntos, 13 rebotes y 13 asistencias, fue nombrado MVP de las Finales.